# Lipocheilus carnolabrum
Lipocheilus carnolabrum is een straalvinnige vissensoort uit de familie van snappers (Lutjanidae). De wetenschappelijke naam van de soort is voor het eerst geldig gepubliceerd in 1970 door Chan.